# أنيليمة أليفة الرمال
أنيليمة أليفة الرمال (الاسم العلمي:Aneilema arenicola) هي نوع من النباتات تتبع جنس الأنيليمة من الفصيلة الوعلانية.